# Derek Porter
Derek Porter, auch Derek Porter-Nesbitt, (* 2. November 1967 in Belfast, Nordirland) ist ein ehemaliger kanadischer Ruderer, der 1992 Olympiasieger im Achter und 1993 Weltmeister im Einer war.

## Karriere
Porter begann seine Laufbahn im Riemenrudern. 1989 belegte er im Zweier ohne Steuermann den achten Platz bei den Ruder-Weltmeisterschaften. 1990 wechselte er in den Achter und gewann bei den Weltmeisterschaften in Tasmanien Silber hinter dem Achter aus der Bundesrepublik Deutschland und vor dem Achter aus der DDR. 1991 in Wien gewann der deutsche Achter erneut Gold vor den Kanadiern. Bei den Olympischen Spielen 1992 siegte der kanadische Achter im Finale mit 14 Hundertstelsekunden Vorsprung vor dem rumänischen Boot.
1993 wechselte Porter zum Skullrudern und gewann bei den Weltmeisterschaften in Racice auf Anhieb den Titel vor dem Tschechen Václav Chalupa und Olympiasieger Thomas Lange. 1994 als Achter und 1995 als Siebter verpasste er jeweils das Einer-Finale der besten sechs. Bei den Olympischen Spielen 1996 siegte der Schweizer Xeno Müller mit zweieinhalb Sekunden Vorsprung vor Porter, der die Silbermedaille knapp vor Lange gewann.
Nach zwei schwächeren Jahren, in denen Porter seine Ausbildung zum Chiropraktiker forcierte, kehrte er bei den in Kanada stattfindenden Weltmeisterschaften 1999 in die Weltklasse zurück; in St. Catharines belegte er hinter dem Neuseeländer Rob Waddell und Xeno Müller den dritten Platz. Im Jahr darauf erreichte Porter bei den Olympischen Spielen 2000 sein drittes Olympiafinale. Die ersten vier Boote erreichten in 2,20 Sekunden das Ziel, es siegte Waddell vor Müller und dem Deutschen Marcel Hacker, Porter wurde mit 27 Hundertstelsekunden Rückstand auf Hacker Vierter.